# Magnetron
En magnetron er et radiorør, der skaber meget højfrekvente bærebølger med høj effekt. Anvendes i radaranlæg og (i lille målestok) i mikrobølgeovne til at generere mikrobølger med en effekt på ca. 600W.
Magnetronen har en central katode og i en ring uden om sidder anoden. Et magnetfelt tvinger elektronerne, der udsendes af katoden, til at bevæge sig rundt om denne. Hulrum i anoden fungerer som resonatorer og frembringer svingningerne. Hvis magnetronen er forsynet med ferritstænger, kan man indstille frekvensen inden for visse grænser ved at påvirke disse stænger med et magnetfelt. Ellers har den en fast frekvens.
Den første magnetron blev konstrueret af Albert Hall i 1920, men den kunne ikke generere høje frekvenser og blev ikke anvendt meget. Den første effektive magnetron med hulrum blev opfundet af  John Randall og Harry Boot i 1940.